# ワルテル・カーザグランデ
ワルテル・カーザグランデ・ジュニオール（ポルトガル語: Walter Casagrande Junior、1963年4月15日 - ）は、ブラジル出身の元同国代表サッカー選手。ポジションはFW。卓越したボールコントロールとテクニックを持ち、長身でヘディングに強く、ペナルティエリアで脅威となった。現在は、ブラジルのグローボ局で解説を務める。

## 経歴
コリンチャンスの下部組織を経て、1980年に17歳でトップチームにデビューした。カルデンセとサンパウロにレンタルに出されたこともあったが、公式戦256試合で102得点を挙げた。
1986-87シーズンにFCポルトへ移籍、怪我で殆どプレー出来ず、優勝したUEFAチャンピオンズカップ決勝でもベンチ入りするのがやっとだった。1987-88シーズン、アスコリへと移籍した。入団会見では、ヒッピーの様な姿で人々から驚かれた。10月11日のエンポリ戦で初得点を挙げた。アスコリでの4シーズンで96試合に出場、38得点を挙げた。1991-92シーズンからトリノへ移籍、このシーズンのユヴェントスとのダービーで2得点を決めるなど、リーグ3位に貢献した。また、このシーズンのUEFAカップではゴールを量産、決勝進出に貢献した。翌1992-93シーズンもトリノでプレーし、コッパ・イタリア優勝を果たした。
1982年のワールドカップ・スペイン大会の代表候補となったが、ピッチ外での荒れた生活の影響もあって、本大会のメンバーから外れた。その後3年間召集されずにいたが、1985年に再び召集されると、カレッカとのコンビで活躍し、1986年のワールドカップ・メキシコ大会のメンバーに召集され、3試合に先発するも結果を残せず、以降は起用されなかった。代表では19試合に出場し、8得点に終わった。

## エピソード
2013年6月5日、自動車強盗の被害に遭った。

## タイトル
- カンピオナート・パウリスタ: 1982, 1983
- チャンピオンズカップ : 1986-87
- コッパ・イタリア : 1992-93
- カンピオナート・パウリスタ得点王 : 1982 (28得点)
- セリエB得点王 : 1990-91 (22得点)